# Sasunaga olivaria
Sasunaga olivaria là một loài bướm đêm trong họ Noctuidae.